# (15845) Bambi
Pour les articles homonymes, voir Bambi.
(15845) Bambi est un astéroïde de la ceinture principale.

## Description
(15845) Bambi est un astéroïde de la ceinture principale. Il fut découvert par le programme Spacewatch le 17 octobre 1995 à Kitt Peak. Il présente une orbite caractérisée par un demi-grand axe de 2,342 UA, une excentricité de 0,133 et une inclinaison de 7,589° par rapport à l'écliptique.
Il fut nommé en hommage au personnage de Bambi créé en 1942, jeune faon fruit des studios Walt Disney.

## Compléments